# Raszagal
La Matriarca de los Templarios Tétricos Raszagal es un personaje de los Protoss en la expansión del videojuego StarCraft, Brood War. Es una de los Protoss más ancianos que quedan con vida, con 2045 años de vida.
Raszagal era uno de los últimos templarios tétricos con edad suficiente para recordar el destierro de su gente desde Aiur. Gobernó a los tétricos por casi quinientos años. Durante su juventud era reconocida como una de las mentes más poderosas de la galaxia, pero su poder fue disminuyendo con el paso de los siglos. Según Kerrigan, ella y Raszagal tuvieron un enfrentamiento, donde Kerrigan salió vencedora y tomó control de su mente.

## Historia

### Starcraft Broodwar
Kerrigan la utilizó para manipular a los templarios tétricos y hacerlos creer que podían aliarse con ella. Aldaris, exlíder del caído cónclave Protoss, descubrió el plan de Kerrigan y organizó una revuelta en Shakuras, sin embargo, Kerrigan le dio muerte antes de que este pudiera contarle a Zeratul y Artanis lo que había descubierto.
Con el objetivo de tomar control de la totalidad de las crías Zerg, Kerrigan ofreció a Zeratul intercambiar a Raszagal por un grupo de templarios tétricos, para que mataran a la nueva Supermente que era controlada por el DUT. Fue el mismo Zeratul quien mató a la Supermente, pero cuando volvió a ver a Raszagal pudo darse cuenta de que en realidad estaba corrompida, por lo cual la deja junto a la traidora Kerrigan.
En un último intento por recuperar a su matriarca, Zeratul capturó por la fuerza a Raszagal en Char y la encerró en una célula de estasis. Sin embargo, antes que pudieran huir hacia Shakuras, Kerrigan envió a su enjambre contra la expedición de rescate, matándolos casi a todos. Zeratul, no teniendo más opción, sacó a la matriarca de la célula de estasis y la asesinó frente a Kerrigan, alegando "que es mejor matarla que dejarla vivir siendo su sierva". Kerrigan muy complacida dejó ir a Zeratul, diciéndole que esa fue la mejor venganza que podría haber obtenido jamás.

### Starcraft 2: Legado del Vacío
Se llegó a saber que Raszagal tenía una hija llamada Vorazún, quién la sucedió como la nueva matriarca de los Templarios Tétricos, luego de ser auxiliada y rescatada junto con los sobrevivientes de su pueblo, por las fuerzas del pretor Artanis en su mundo hogar Shakuras, el cual fue invadido por los Zergs esclavos de los híbridos al mando de Amón.  

## En el juego
Raszagal es representada como un Templario Tétrico héroe y cuando sale en una campaña le cambian el nombre de "Templario Tétrico" por "Raszagal", y cuando habla le ponen al Templario Tétrico la cara de Raszagal; esta permanentemente camuflada. Como arma tiene una Cuchilla psiónica warp y no obtiene habilidades extra luego de ser infectada ya que no es un personaje jugable en el juego. Al igual que otros personajes del juego Starcraft, al no ser un personaje o unidad jugable ni salir en el Editor de Campañas de Starcraft, esto creó decepción y/o desilusión a muchos fanes de starcraft, y hubo algunas críticas al juego por no verse muy trabajado. Se rumorea que hay un parche que al actualizar el juego en battle.net, te permite añadir en el Editor de Campañas de Starcraft al personaje Raszagal jugable y a otros personajes no jugables también.
En scmDraft (editor de Campañas)aparece Razagal pero es un corsario con la cara de Razagal y además tiene la figura de vida con un templario tétrico y armas normales del corsario y su voz

## En Literatura
En la novela de Christie Golden: Shadow Hunters, segunda parte de la trilogía "The Dark Templar Saga" se da el detalle adicional de que Raszagal al ser una adolescente conoció a Adun y fue el primer templar tétrico que se le fue presentado por el cónclave para que los exterminara al no querer ser parte del enlace psíquico que unía a los protoss y que al parecer los poderes de templario tétrico fueron inventados por este mismo personaje para que estos se mantuvieran ocultos de la sociedad protoss, Raszagal fue la protegida y alumna de Adun que fingió la muerte de esta ante el cónclave y la protegió junto con los demás templarios tétricos antes del destierro cuando el cónclave decidió en el último momento que lo mejor era darles muerte.
- Datos: Q1414620